# Dyspteris amata
Dyspteris amata är en fjärilsart som beskrevs av Pieter Cramer 1779. Dyspteris amata ingår i släktet Dyspteris och familjen mätare. Inga underarter finns listade i Catalogue of Life.